# Vida Encantada
Vida Encantada (Charmed Life) é um livro escrito por Diana Wynne Jones, lançado em 1977. Foi o primeiro da série Os Mundos de Crestomanci a ser escrito. A narrativa envolve uma série de poderosos magos de nove vidas que recebem o título Crestomanci e são chamados quando surgem problemas com o uso indiscriminado de magia nos mundos paralelos.
Crestomanci vive em um mundo paralelo ao nosso e, lá a magia é tão normal quanto matemática é aqui e, as coisas são, em geral, mais antiquadas.

## Sinopse
Vida Encantada conta a estória de Eric e Gwendolen Chant, que ficam órfãos e são convidados para morar no Castelo Crestomanci após Gwendolen escrever uma carta para o atual Crestomanci que é um parente distante.
A irmã mais velha Gwendolen é considerada uma criança prodígio em magia e, portanto, é muito mimada pelos vizinhos. Quando convidada para ir ao famoso Castelo Crestomanci ela não duvida que é pelo reconhecimento de seus incríveis talentos.
O irmão mais novo Eric (mais conhecido como Gato) é um garoto tímido que vive na sombra da irmã e tem certeza que nunca conseguiria fazer nem uma magia simples.
Quando chegam ao castelo, para decepção de Gwendolen, Crestomanci parece não se dar conta de seu talento e inclui ela e o irmão nas aulas particulares de seus dois filhos Julia e Roger em magia básica. Gwendolen fica ainda mais ultrajada quando Crestomanci, gentil mas autoritariamente, impõe a regra de que “crianças não podem usar magia de nenhum tipo sem supervisão de um adulto”.
Gwendolen pela primeira vez se vê fora do centro da atenções e logo se desentende com Julia e Roger. Irritada com toda a situação direciona sua raiva em Crestomanci, fazendo travessuras mágicas desde buracos nos jardins, até transformar a comida em coisas nojentas. Quando mesmo assim não recebe a atenção que merecia, suas mágicas vão ficando cada vez mais assustadoras. O tímido Gato não consegue parar a irmã e todos têm certeza que os dois estão envolvidos nas travessuras.
Gwendolen furiosa invoca assombrações e monstros para uma festa importante no castelo, e então finalmente tem a "atenção" que julgava merecer. Como castigo seus poderes mágicos são retirados.
Na manhã seguinte Gato descobre que Gwendolen desapareceu deixando em seu lugar sua “sobressalente” de um dos mundos paralelos, chamada Janet, que veio de um mundo onde não há magia e não tem ideia do que está acontecendo. Gato tem medo do que pode acontecer se Crestomanci descobrir o que Gwendolen fez e tenta esconder o fato de qualquer maneira, enquanto tem que resolver inúmeras encrencas que Gwendolen deixou para trás. 

## Personagens
Eric "Gato" Chant: Gato é o protagonista do livro. Ele é um garoto tímido e gentil mas, por sua irmã ser muito exuberante, ele se acostumou a ficar sempre em segundo plano. Gato acha que não tem talento para magia mas quando sua irmã o abandonou, indo para outro mundo, seu desespero desperta seu poder mágico, talvez ainda maior que o dela. Gato também aparece nos contos de Mil Mágicas e volta como protagonista em The Pinhoe Egg.
Gwendolen Chant: É a maior antagonista do livro. Ela é uma bruxa poderosa apesar de ser possível que ela estivesse só roubando a magia de seu irmão desde o início. Ela gosta de ser o centro das atenções e de fazer “travessuras“, nem sempre inocentes, com as pessoas. Apesar de parecer maternal com Gato no início, sua personalidade vai se mostrando pior e pior com o passar do tempo. Ela nem se importa de abandoná-lo no meio da história. Ela tinha admiração por Crestomanci por seu poder, mas se transforma em ódio quando ele não reconhece o seu “talento” com magia.
Janet Chant: Janet é a equivalente de Gwendolen em um dos mundos paralelos. Morava em uma casa muito normal em um mundo parecido com o nosso. Ao contrário de Gwendolen, é gentil e alegre. Por medo de Crestomanci, Janet concorda com Gato em fingir que é Gwendolen.
Julia Chant: Julia é filha de Crestomanci. É meio gordinha e normalmente gentil, mas se provocada pode ser cruel. Quando Gwendolen teve seus poderes retirados ela resolveu se vingar pelos truques que Gwendolen tinha pregado nela, para azar da pobre “sobressalente” Janet que nunca tinha visto magia antes.
Roger Chant: Roger é o outro filho de Crestomanci, irmão de Julia. Ele é mais calmo e não tão rancoroso quanto Julia. Roger concorda mais facilmente em brincar e ser amigo de Gato.
Crestomanci: É o título dado aos magos apontados pelo governo para controlar o uso da magia no mundo. Neste livro o Crestomanci é Christopher Chant, um homem charmoso, educado mas muito autoritário. Gosta de usar roupas extravagantes. 
Aparece quando garoto em As Vidas de Christopher Chant e como adolescente em Conrad’s Fate.